# Sem Dresden
Samuel (Sem) Dresden (født 20. april 1881 i Amsterdam, Holland – død 30. juli 1957 i Haag, Holland) var en hollandsk komponist.
Dresden studerede i Amsterdam under Bernard Zweers , og flyttede i 1903 til Berlin, hvor han studerede under Hans Pfitzner. 
Tog i tilbage til Amsterdam, hvor han i 1919 blev lærer ved Amsterdam Musikkonservatorium.
Blandt hans elever var komponisterne Leo Smit, Willem van Otterloo, Jan Mul og Cor de Groot samt dirigenten Eduard van Beinum.
Han har skrevet orkesterværker, koncerter for mange instrumenter og operaer.

## Udvalgte værker
- "Blinkende dans" (1951) (orkestersuite) - for orkester
- "Tema og Variation" (1913) - for orkester
- Obokoncert (1939) - for obo og orkester
- Klaverkoncert (1942) - for klaver og orkester
- Fløjtekoncert (1949) - for fløjte og orkester
- Orgelkoncert (1952-1953) - for orgel og orkester
- 2 Violinkoncerter (1936, 1942) - for violin og orkester
- "Toto" (1945) – operette
- "Tragisk" (1927) - for kor
- "Sinfonietta" (1938) -  for klarinet og orkester